# Španělské dobytí Incké říše
Španělské dobytí Incké říše, či též Španělské dobytí Peru, je jednou z nejvýznamnějším událostí kolonizace Jižní Ameriky. Započalo roku 1532 a bylo ukončeno v roce 1572.

## Historie

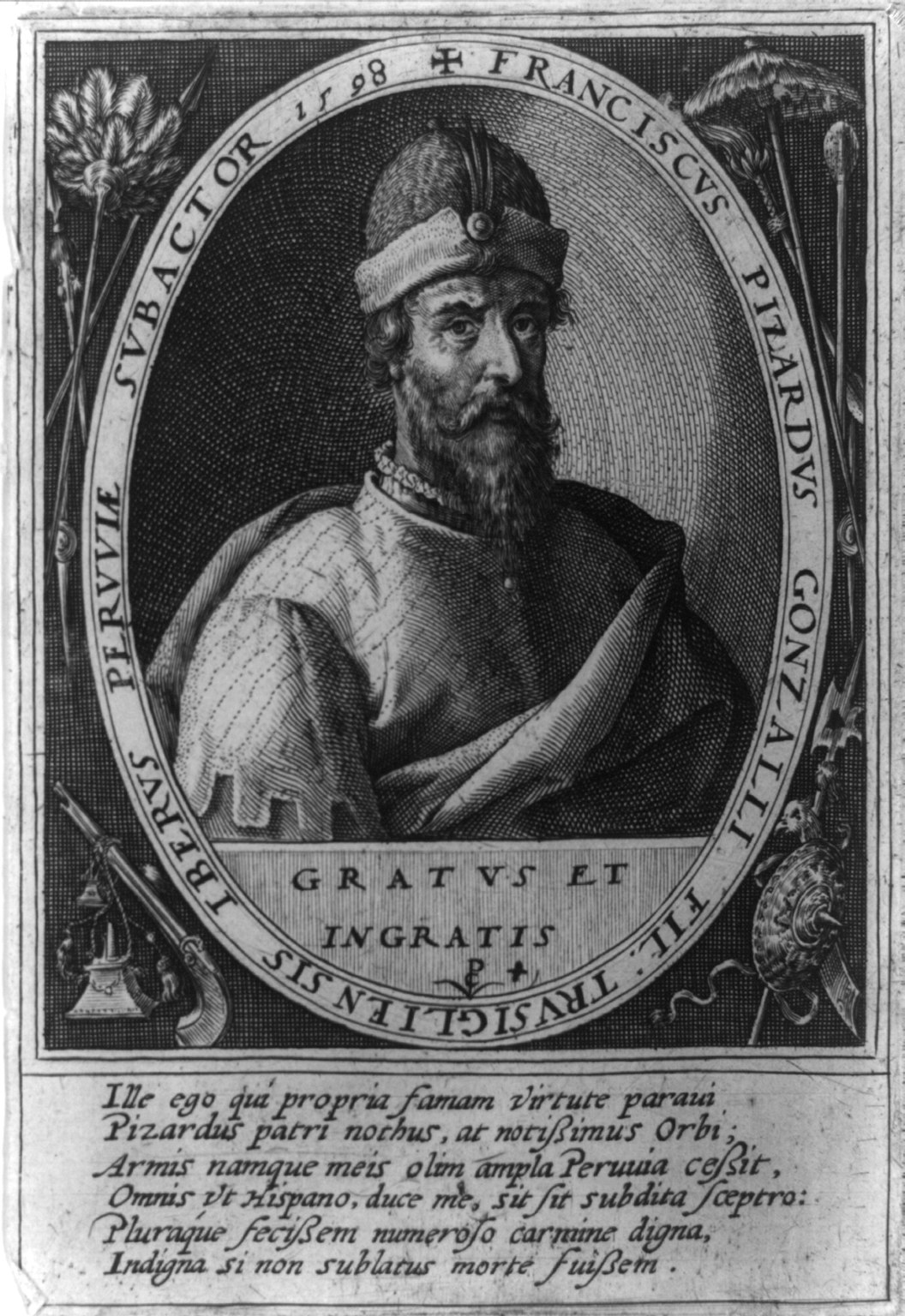
Francisco Pizarro

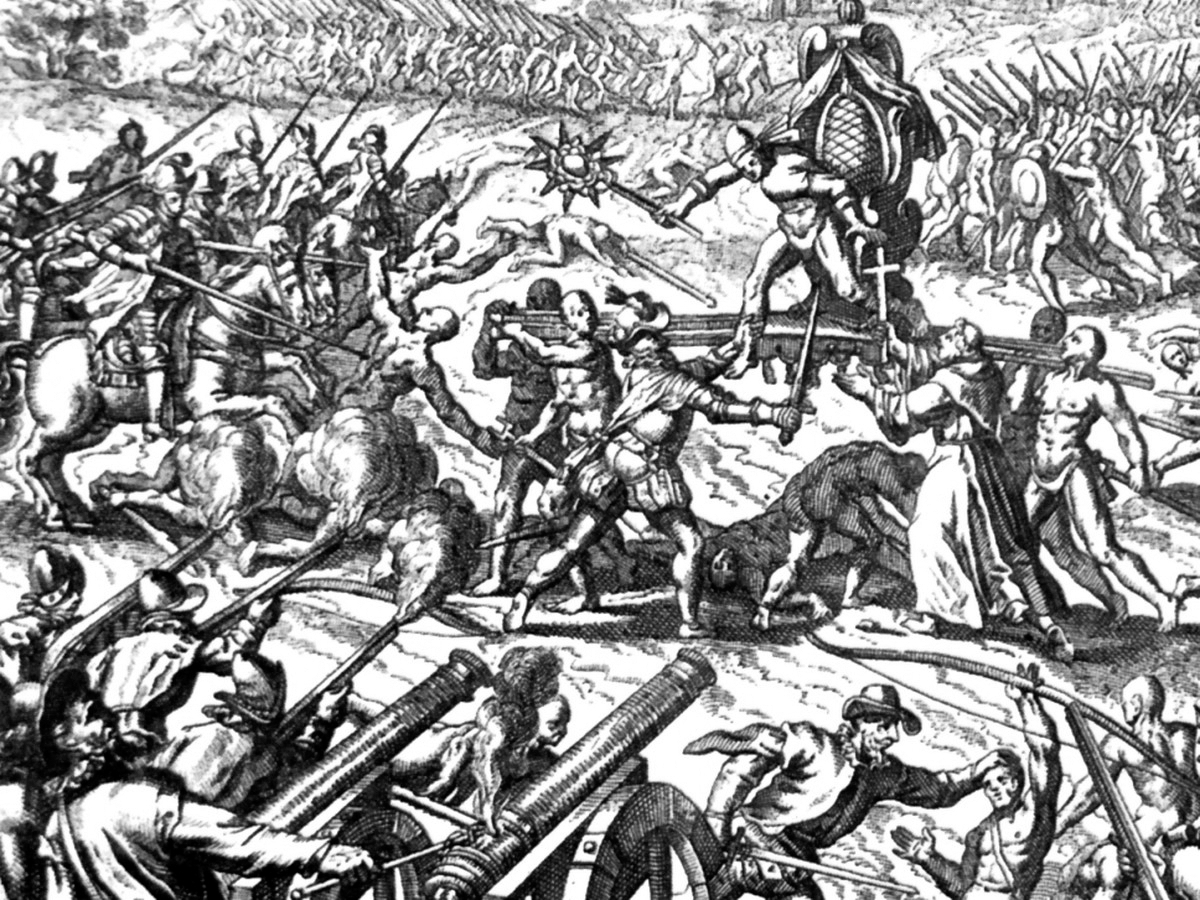
Španělé pobíjejí Inky v Cajamarce

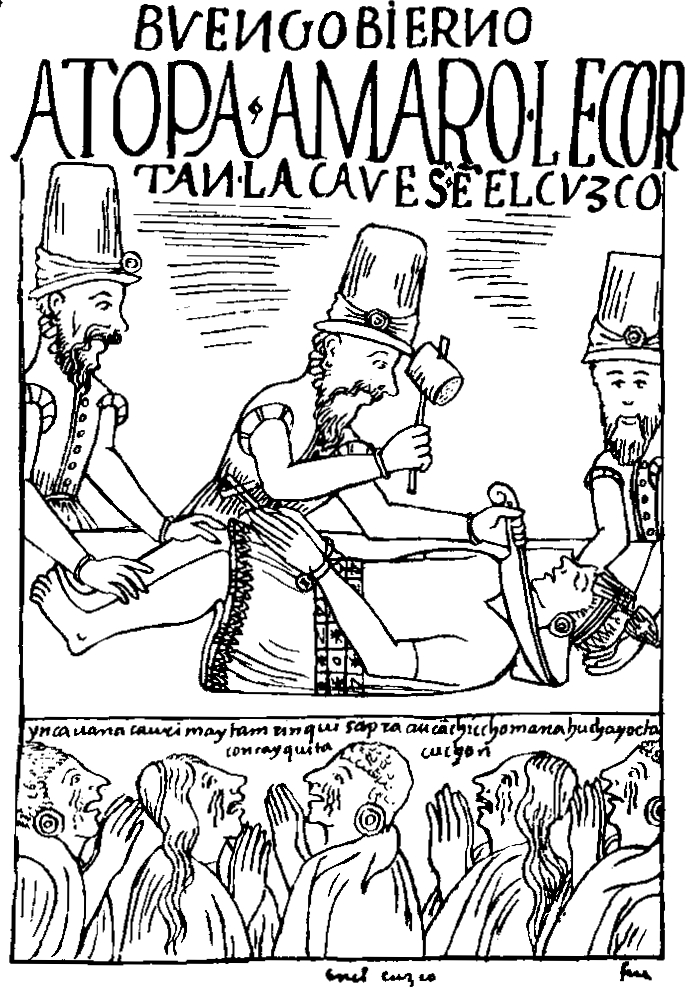
Poprava Túpaca Amarú I.

Incká říše byla nejmohutnější ze všech předkolumbovských civilizací. Za necelé století rozšířili Inkové svou říši z asi 400 000 km² v roce 1448 na 1 800 000 km² v roce 1528, těsně před příchodem Španělů. Odborníci odhadují tehdejší populaci Incké říše na 16 milionů obyvatel. V roce 1528 vládl říši Huayna Capac, jenž sídlil většinou v severním Quitu. Podle mnohých badatelů se za jeho vlády dostala říše do vnitřní krize, která spočívala v tom, že jeho předchůdci říši územně rozšířili natolik, že ji bylo stále obtížnější spravovat, zvlášť když se Inkové přesouvali pouze pěšky nebo na lodích. Problém přineslo v roce 1528 i samotné vylodění Španělů. Svým příchodem zavlekli do říše pravé neštovice, které způsobily epidemii (jen malá skupina historiků se přiklání k názoru, že šlo o endemickou chorobu zvanou Carrionova nemoc). Kromě Španělů byla velkým vnitřním problémem otázka následnictví. Huayna Capac určil za svého nástupce nejstaršího syna Ninana Cuyochica. Když však Huayna Capac i jeho nejstarší syn Ninan Cuyochic v roce 1528 náhle zemřeli, pravděpodobně na neštovice, nebylo určeno, kdo je v nástupnictví další v pořadí. Největší zálusk na trůn měli dva z bratrů, Huáscar a Atahualpa. Zdá se, že Atahualpa měl lepší vztahy s armádou a jejími předními generály. V době smrti Huayny Capaca byl Huáscar v hlavním městě Cuzco, zatímco Atahualpa byl v Quitu s hlavní částí incké armády. Huáscar se prohlásil císařem, ale armáda vyhlásila loajalitu k Atahualpovi. Výsledný spor vedl k incké občanské válce. V ní podle všeho vítězil Atahualpa. Když byl blízko triumfu, vstoupili do hry Španělé.
16. listopadu 1532 se Atahualpa dostavil se svým neozbrojeným doprovodem na pozvání Španělů na náměstí v Cajamarce, kde se stal obětí zrádného útoku 168 ozbrojených conquistadorů vedených Franciskem Pizarrem. Šokovaní Indiáni se vůbec nepostavili na odpor. Ač jich bylo v doprovodu několik tisíc, 168 španělských vojáků je zmasakrovalo. Atahualpa byl zajat. Přestože zajatý Atahualpa splnil svůj slib a jeho poddaní naplnili zlatem až ke stropu místnost, ve které byl vězněn, a přidali ještě dvojnásobný objem stříbra, Španělé ho nepropustili. V červenci roku 1533 byl obviněn ze spiknutí a usmrcen.
Pizarro potom vytáhl na hlavní město Cuzco. Na cestě potkal družinu Manco Cápaca, jednoho z Capacových synů. Manco byl již dlouho pronásledován Atahualpou, protože byl jeho nástupnický konkurent. Pizarro v té chvíli udělil Mancovi naprostou suverenitu nad říší, aby získal jeho důvěru a jeho masu vojáků. Manco Pizarrovu léčku neprohlédl, hnala ho touha po pomstě - v Cuzcu byl generál Quisquis, jenž dal vyvraždit téměř celou jeho rodinu. Na Cuzco tak útočilo pouhých 50 Španělů vedených Pizarrovým pobočníkem Hernando de Sotem a 10 000 inckými bojovníků. Cuzco padlo, načež však Španělé začali město plenit. Ničili chrámy, domy běžných indiánů i paláce zesnulých Inků, což Manca šokovalo. Zavrhl Španěly a proti Pizarrovi, svému dosavadnímu ochránci, se vzbouřil. Podařilo se mu oblehnout Cuzco a málem pobít Španěly, kteří v něm zůstali, těm však přišla pomoc z Limy a prorazila incké obklíčení. Manco byl Španěly nakonec poražen, především díky rozhodnosti Diego de Almagra.
Po svém neúspěšném povstání se Manco uchýlil do nepřístupné oblasti zvané Vilcabamba, zcela na okraji říše. Zde říši obnovil (historikové většinou hovoří o novoincké říši). Podmínky zde však nebyly pro Inky příznivé. Vilcabamba leží nad hranicí deštného pralesa o několik set metrů níže nad mořem než Cuzcanská oblast, proto se zde šířilo velké množství nemocí, zejména kvůli bodavému hmyzu. Navzdory těmto potížím zde část obyvatelstva Inků, které sem uprchlo s Mancem, žila nějaký čas poklidně. Španělé však nehodlali nezávislost Vilcabamby tolerovat, spatřovali v ní hrozbu. V roce 1539 proto vyrazil Gonzalo Pizarro (mladší bratr Francisca) s ozbrojenou výpravou, aby si Vilcabambu podrobil. To se mu téměř podařilo, avšak Manco uprchl a později se vrátil a Vilcabambu opět obnovil. Španělé se jí již znovu nepokusili získat, protože věděli, že Manco již nedisponuje významnou vojenskou silou a tudíž ani nepředstavuje hrozbu. Podle Gonzalových zpráv nebyla novoincká říše ani bohatá, takže k dobývání nebyl důvod. Přesto Manco zemřel rukou Španělů. Přesněji španělských přeběhlíků, kteří u něj hledali azyl ve svém sporu s Pizarrem. Přeběhlíci Manca zavraždili jen proto, že věřili, že díky tomuto činu budou opět přijati mezi Španěle žijící ve zbytku Peru.
Mezi Španěly se totiž rozhořel boj o moc, mezi Pizarrem a Almagrem, ve které byl Almagro zabit. Jeho věrní a potomci později pomstili jeho smrt tím, že zabili Pizarra v roce 1541. Kolonizační proces ale tyto boje nezastavily. V roce 1542 Španělé vytvořili Místokrálovství Peru. Bylo druhým nejstarším místokrálovstvím, které Španělé v Americe založili (starší bylo jen místokrálovství Nové Španělsko). V čele stál místokrál, sídlící v Limě. Trůn však nebyl obsazen až do roku 1572.
Po Mancovi se císařem novoincké říše stal jeho nejstarší syn Sayri Túpac. Ten však podlehl španělským nabídkám vrátit se legálně do Cuzca a zde se Španěly vyjednávat o eventuálním přijetí španělské svrchovanosti. Ve Vilcabambě se vlády mezitím ujal jeho mladší bratr Titu Cusi Yupanqui. Sayri Túpac zemřel dříve, než se Španěly cokoli dohodl. Titu Cusi pokračoval v jednání, ale raději jen v korespondenčním, Španělům nevěřil. Zemřel v roce 1571, po něm nastoupil na trůn jeho bratr Tupac Amarú, místo Titova nedospělého syna Quispe Titua. Tupac Amarú je posledním Inkou, který kdy vládl. Po svém nástupu přerušil korespondenci se Španěly a posléze též nechal zavraždit španělského vyslance, kterého k němu poslal místokrál Francisco de Toledo, který se právě jako první reálně ujal místokrálovského trůnu. Když se Španělé dozvěděli o osudu vyslance, mobilizovali a vydali se v roce 1572 na trestnou výpravu. Španělská armáda Tupacovu armádu porazila a Vilcabambu dobyla. Tupac Amarú uprchl se svou ženou a skrovným doprovodem do bažin, kde ho však Španělé chytili a odvezli do Cuzca. Zde byl 24. září 1572 triumfálně popraven. Incká říše přestala definitovně existovat.
Domorodé obyvatelstvo pak bylo zotročeno systémem nucených prací zvaným mita. Ujařmené obyvatelstvo bylo však dále decimováno nemocemi, už první epidemie neštovic znamenala populační pokles o 30–50 procent, následovaly spalničky, které způsobily další pokles o 25–30 procent. Nakonec v letech 1585-1591 došlo k další epidemii neštovic a spalniček souběžně, což značilo pokles o 30–60 procent. Souhrnně tyto úbytky představovaly pokles o 93 procent oproti předkolumbovské populaci v oblasti And. Tyto rychlé úbytky vyvolaly mj. potřebu nových otrockých sil, což iniciovalo africký obchod s otroky. Dalším významným účinkem na obyvatele Jižní Ameriky bylo rychlé šíření křesťanství. Trvalo jen jednu generaci, než byl celý kontinent pod křesťanským vlivem.
Paradoxem je, že některé indiánské skupiny jako Huanca, Cañari, Chanka a Chachapoya bojovaly po boku Španělů, protože se stavěly proti incké nadvládě. Pomohly tak decimaci předkolumbovské kultury.